# Cyprien Iov
Cyprien Iov (sinh ngày 12 tháng 5 năm 1989), còn được biết đến với Monsieur Dream hoặc Cyprien là một diễn viên hài người Pháp và blogger được biết đến với những video hài ngắn của anh trên YouTube.

## Sự nghiệp YouTube
Cyprien tạo kênh YouTube của anh vào ngày 26 tháng 2 năm 2007.